# Michael Behe
Michael Joseph Behe [wym. bihi] (ur. 18 stycznia 1952 w Altoona) – amerykański biolog molekularny, biochemik, krytyk neodarwinizmu, czołowy przedstawiciel nurtu inteligentnego projektu. Jest członkiem Discovery Institute.
Doktorat z biochemii uzyskał w 1978 roku na Uniwersytecie Stanowym w Pensylwanii. W latach 1978–1982 pracował w National Institutes of Health nad strukturą DNA. Od 1982 do 1985 był adiunktem w zakresie chemii, w Queens College, w Nowym Jorku, gdzie poznał swoją żonę. Od 1985 r. jest profesorem biologii na Wydziale Nauk Biologicznych Uniwersytetu Lehigh w Bethlehem, w stanie Pensylwania.
W 1996 roku opublikował Czarną skrzynkę Darwina (Darwin's Black Box), w której rozwinął koncepcję nieredukowalnej złożoności wielu układów biologicznych, która to koncepcja wedle niego jest świadectwem istnienia inżynieryjnej myśli odpowiedzialnej za powstanie organizmów. Jego koncepcja spotkała się, z szeroką krytyką ze strony ewolucjonistów. Behe specjalizuje się w strukturze białek i kwasów nukleinowych, jest autorem ponad 40 artykułów w fachowych czasopismach, jak: "Journal of Molecular Biology", "Nucleic Acids Research", "Biochemistry", "Proceedings of the National Academy of Sciences USA", "Biophysical Journal" i innych.